# Ялгіно
Ялгіно (рос. Ялгино) — присілок у Тихвінському районі Ленінградської області Російської Федерації.
Населення становить 22 особи. Належить до муніципального утворення Тихвінське міське поселення.

## Історія
Населений пункт розташований на історичній Новгородській землі, знищеній Московським царством у 15 столітті.
Згідно із законом від 1 вересня 2004 року № 52-оз належить до муніципального утворення Тихвінське міське поселення.

## Населення
| 1879 | 1910 | 1928 | 1961 | 1997 | 2002 | 2007 |
| ---- | ---- | ---- | ---- | ---- | ---- | ---- |
| 213  | ↗236 | ↗308 | ↘150 | ↘51  | ↘31  | ↗46  |
| 2010 |      |      |      |      |      |      |
| ↘22  |      |      |      |      |      |      |